# Договорът в куфарчето (2016)
Договорът в куфарчето (2016) е кеч pay-per-view (PPV) турнир и WWE Network събитие, продуцирано от WWE.
Проведено е на 19 юни 2016 в T-Mobile Arena в Парадайс, предградие на Лас Вегас, щата Невада, САЩ. Беше седмият турнир в хронологията на Договорът в куфарчето.
В събитието са включени 11 мача, от които 2 са проведени преди шоуто. В последните 2 мача от шоуто Сет Ролинс победи Роуман Рейнс, печелейки Световната титла в тежка категория на WWE, но тогава Дийн Амброуз използва своят Договор в куфарчето, който спечели по-рано същата вечер; накрая Амброуз победи Ролинс, ставайки шампион. Също в шоуто Ей Джей Стайлс победи Джон Сина.

## Продукция

### Заден план
Турнирът Договорът в куфарчето на WWE включва мач със същото име, в който много кечисти използват стълбите, за да стигнат до куфарче, висящо над ринга. Победителят получава мач за Световната титла в тежка категория на WWE, когато той поиска до следващата година.

### Сюжети
На 4 ноември 2015, Сет Ролинс трябваше да освободи Световната титла в тежка категория на WWE, заради травма. Ролинс се завърна на 22 май 2016 на Екстремни правила, атакувайки шампиона Роуман Рейнс след успешната защита на титлата над Ей Джей Стайлс. Ролинс получи мач за титла срещу Рейнс на Договорът в куфарчето на следващата вечер на Първична сила от Шейн Макмеън. Междувременно, критиците се чудят дали WWE „оставя парите на масата“ като не поставят Ролинс като добър и Рейнс като злодей, тъй като това е точно обратното на това, което феновете искат (феновете аплодират Ролинс и освиркват Рейнс).
Победителят в Мача със стълби за Договорът в куфарчето получава договор за мач за Световната титла в тежка категория на WWE по всяко време до следващата година. На 23 май в епизод на Първична сила, Сами Зейн, Сезаро, Крис Джерико, Дийн Амброуз и Кевин Оуенс се квалифицираха за мача след като всеки от тях победи съответно Шеймъс, Миз, Аполо Крус, Долф Зиглър и Ей Джей Стайлс. На 26 май в епизод на Разбиване, Алберто Дел Рио победи Зак Райдър и се квалифицира за мача.
На 30 май на епизод на Първична сила, Джон Сина се завърна от травма на рамото, която не му позволяваше да участва за пет месеца. Тогава Ей Джей Стайлс излезе, за да го приветства отново, докато Люк Галоус и Карл Андерсън, бившите съотборници на Стайлс от Клубът (който се разделиха предишната седмица на Първична сила) не се появиха, налитайки на бой. Сина и Стайлс се подготвиха да се бият с тях, докато Сталйс не атакува Сина заедно с Галоус и Андерсън, правейки го зъл, съюзявайки Клубът наново с това. На 3 юни беше обявено на WWE.com, че Сина и Стайлс ще се бият на Договорът в куфарчето. На 13 юни в епизод на Първична сила, Сина представи на Стайлс два договора: единия позволява на Клубът да присъства в ъгъла на Стайлс, а другия забранява, за да се бият без намеси, така че Стайлс избра да подпише втория.
На Разплата, в мач между Водевиланс и Ензо Аморе и Големият Кас, определяйки главните претенденти за Отборните титли на WWE, който завърши без победител, когато Ензо Аморе претърпя неочаквано сътресение. На следващата вечер на Първична сила, Водевиланс получиха мач срещу Отборните шампиони на WWE Нов Ден на Екстремни правила, който беше спечелен от Нов Ден. На 30 май на Първична сила, по време на мач между Водевиланс и Нов Ден, Люк Галоус и Карл Андерсън атакуваха Нов Ден. На следващата седмица на Първична сила, Водевиланс победиха Ензо Аморе и Големия Кас чрез дисквалификация. По-късно същата вечер, Клубът победиха Нов Ден. Използвайки идеята на Теди Лонг, Стефани Макмеън уреди отборен мач Фатална четворка за четирите отбора на Договорът в куфарчето а Отборните титли на WWE.
На 26 май на Разбиване, след като Шампиона на Съединените щати на WWE Русев победи Калисто и запази титлата си, Тайтъс О'Нийл пристигна за помощ на Калисто, когато Русев отказа да го освободи от хватката му за предаване Отличието. На 30 май на Първична сила, След като победи Зак Райдър, Русев започна да обижда публиката и да се нарича „истинския герой на Америка“, което доведе до излизането на О'Нийл, като удари Русев. На 8 юни, мач между О'Нийл и Русев беше уреден за Титлата на Съединените щати на WWE на Договорът в куфарчето. На 13 юни в епизод на Първична сила, Тайтъс О'Нийл излезе за своя мач, преди Русев да го атакува извън ринга и му направи Отличието, докато съдиите на WWE се опитваха да освободят Русев от О'Нийл.
На Екстремни правила, Шампионката при жените на WWE Шарлът победи Наталия, след разсейването от Дейна Брук, облечена като Рик Светкавицата. На 23 май в епизод на Първична сила, Шарлът обърна гръб на баща си Рик Светкавицата, твърдейки че вече не ѝ е нужен и се съедини с Дейна Брук като нейно протеже. На 26 май в епизод на Разбиване, Наталия победи чрез дисквалификация. На 30 май в епизод на Първична сила, след като Брук победи Наталия, Беки Линч излезе да и помогна на Наталия. На 2 юни в епизод на Разбиване, Линч победи Шарлът чрез дисквалификация. На 9 юни в епизод на Разбиване, Линч победи Брук. На 13 юни, отборен мач, включващ Шарлът и Брук срещу Наталия и Линч беше уреден за Договорът в куфарчето.
В предварителното шоу на Екстремни правила, Барън Корбин победи Долф Зиглър в мач без дисквалификации, след като му направи удар под пояса, последван от Края на дните. На 23 май на Първична сила, Зиглър предизвика Корбин на „технически кеч мач“ за следваща седмица на Първична сила, което Корбин прие. На 30 май в епизод на Първична сила, Зиглър беше дисквалифициран след като умишлено удари Корбин под пояса, за отмъщение на това, което се случи на Екстремни правила. На 17 юни, друг мач между двамата беше уреден на Договорът в куфарчето.
На 23 май в епизод на Първична сила, изнервен след като загуби своя класиращ мач за Договорът в куфарчето от Сами Зейн по-рано същата вечер, Шеймъс атакува Аполо Крус по време на интервю зад кулисите с Рене Йънг, казвайки на Крус, че е бесен заради „Новата Ера“ и че никой не би го заменил, довеждайки до загубата на Крус в неговия класиращ мач за Договорът в куфарчето от Крис Джерико, по-късно същата вечер. На 9 юни на Разбиване, докато гледаха филма Костенурките нинджа: На светло зад кулисите, Шеймъс се хвалеше пред Зак Райдър, Златен прах, Ар Труф и Съмър Рей за това колко добър беше, че трябва да му слугуват и че е Главната звезда, но Аполо Крус провокира Шеймъс и го удари, изпращайки Шеймъс към няколко кашона зад него. На 13 юни в епизод на Първична сила, след като победи Зак Райдър, Шеймъс продължи да го атакува, довеждайки до излизането на Крус, който помогна на Райдър. На 17 юни, мач между двамата беше уреден за Договорът в куфарчето.
След като Златен прах замести Ар Труф с Фанданго като своя съотборник в техния мач от турнира за претенденти за Отборните титли на 14 април на Разбиване, Ар Труф намери новия си партньор Тайлър Брийз. След индивидуални победи на Raw от Брийз над Златен прах и Ар Труф над Фанданго, двата отбора се биха на 12 май на Разбиване; Тайлър Брийз и Ар Труф победиха Златен прах и Фанданго, когато Фанданго обърна гръб на съотборника си. След мача, Фанданго и Брийз продължаваха да атакуват Златен прах, който беше спасен от Ар Труф След като Брийзанго (Брийз и Фанданго) победиха Златната истина (Златен прах и Ар Труф) на 16 и на 26 май на Първична сила, трети мач между отборите беше уреден на 17 юни за предварителното шоу на Договорът в куфарчето.
На 17 юни, отборен мач между Луча Драконите и Дъдли Бойс беше уреден за предварителното шоу на Договорът в куфарчето.

## Резултати
| №                                                                                     | Резултати | Правила                                                                                                 | Време |
| ------------------------------------------------------------------------------------- | --- | --- | ----- |
| 1П                                                                                    | Златната истина (Ар Труф и Златен прах) победиха Брийзанго (Тайлър Брийз и Фанданго)                                                                                       | Отборен мач                                                                                             | 5:06  |
| 2П                                                                                    | Луча Драконите (Калисто и Син Кара) победиха Дъдли Бойс (Бъба Рей Дъдли и Дивон Дъдли)                                                                                     | Отборен мач                                                                                             | 8:48  |
| 3                                                                                     | Нов Ден (Големият И и Кофи Кингстън) (ш) (с Ксавиер Уудс) победиха Клубът (Карл Андерсън и Люк Галоус), Ензо Аморе и Големият Кас и Водевиланс (Ейдън Инглиш и Саймън Гоч) | Отборен мач Фатална четворка за Отборните титли на WWE                                                  | 11:43 |
| 4                                                                                     | Барън Корбин победи Долф Зиглър | Индивидуален мач                                                                                        | 12:23 |
| 5                                                                                     | Шарлът и Дейна Брук победиха Наталия и Беки Линч | Отборен мач                                                                                             | 7:00  |
| 6                                                                                     | Аполо Крус победи Шеймъс | Индивидуален мач                                                                                        | 8:36  |
| 7                                                                                     | Ей Джей Стайлс победи Джон Сина | Индивидуален мач                                                                                        | 24:10 |
| 8                                                                                     | Дийн Амброуз победи Алберто Дел Рио, Сезаро, Крис Джерико, Кевин Оуенс и Сами Зейн                                                                                         | Мач със стълби за Договорът в куфарчето с мач за Световната титла в тежка категория на WWE              | 21:38 |
| 9                                                                                     | Русев (ш) (с Лана) победи Тайтъс О'Нийл чрез предаване | Индивидуален мач за Титлата на Съединените щати на WWE                                                  | 8:30  |
| 10                                                                                    | Сет Ролинс победи Роуман Рейнс (ш) | Индивидуален мач за Световната титла в тежка категория на WWE                                           | 26:00 |
| 11                                                                                    | Дийн Амброуз победи Сет Ролинс (ш) | Индивидуален мач за Световната титла в тежка категория на WWE Амброуз използва своя Договор в куфарчето | 0:09  |
| - (ш) – указва шампиона/шампионите в мача - П – показва, че мача се случи преди шоуто | | |       |